# Bell’s Hill
Der Bell’s Hill ist ein Hügel in den Pentland Hills. Die 406 m hohe Erhebung liegt an der Westgrenze der schottischen Council Area Midlothian an der Westflanke der rund 25 km langen Hügelkette. Die Westflanke des Black Hills befindet sich bereits teilweise auf dem Gebiet der angrenzenden Council Area Edinburgh. Rund 300 m westlich der Hauptkuppe, erhebt sich eine 392 m hohe Nebenkuppe. Die nächstgelegenen Siedlungen sind die Kleinstädte Balerno und Penicuik, die fünf Kilometer nordwestlich beziehungsweise südöstlich liegen. Die Nachbarhügel sind der Harbour Hill im Norden, der Castlelaw Hill im Nordosten, der Turnhouse Hill im Südosten sowie der Black Hill im Südwesten.

## Umgebung
Entlang der Ostflanke des Bell’s Hill wurde der Logan Burn zum Glencorse Reservoir aufgestaut. Der Stausee wurde in den 1820er Jahren eingerichtet. Er diente der Wasserversorgung von Edinburgh, jedoch auch der Versorgung der Mühlen entlang des North Esk, in welchen der abfließende Glencorse Burn einmündet. Im Jahre 1851 kam mit dem zwischen Black Hill und Carnethy Hill gelegenen Loganlea Reservoir ein zweiter Stausee flussaufwärts hinzu. Rund zwei Kilometer westlich, am Fuße des Black Hill, liegen mit dem Threipmuir Reservoir und dem Harlaw Reservoir zwei weitere Stauseen.
Zwischen Bell’s Hill und Harbour Hill befindet sich ein Grenzstein, welcher die Grenze zwischen Midlothian und der City of Edinburgh markiert. Der schmucklose Stein trägt die Inschrift „WD“ für War Department.